# Елеонора де Медичи
Елеонòра Марѝя ди Франчèско де Мèдичи (на италиански: Eleonora Maria di Fransesco de’ Medici; * 28 февруари 1567, Флоренция, Велико херцогство Тоскана; † 9 септември 1611, Кавриана, Мантуанско херцогство) от рода Медичи, е сестра на френската кралица Мария де Медичи и чрез брак херцогиня на Мантуа и на Монферат.

## Произход
Тя е най-голямата дъщеря на великия херцог на Тоскана Франческо I де Медичи (1549 – 1587) и на първата му съпруга ерцхерцогиня Йохана Австрийска (* 1547 † 1578). По бащина линия нейни дядо и баба са Козимо I де Медичи, първи Велик херцог на Тоскана, и Елеонора ди Толедо, аристократка от Дом Алба, свързан с кралете на Испания, а по майчина – император Фердинанд I и Анна Ягелонина, последната представителка на Дом Ягелони, който управлява кралствата Бохемия и Унгария. Има един брат и пет сестри:
- Ромола (*/† 1568)
- Анна (* 1569, † 1584)
- Изабела (* 1571, † 1572)
- Лукреция (* 1572, † 1574)
- Мария (* 1573, † 1642), кралица на Франция чрез женитбата си на 5 октомври 1600 за Анри IV, крал на Франция, майка на крал Луи XIII
- Филипо (* 1577, † 1582), наследник на Велико херцогство на Тоскана, велик принц на Тоскана от раждането до ранната си смърт

Има и един полубрат от втория брак на баща си.

## Биография

### Ранни години
На кръщенето ѝ през 1567 г. присъства кардинал Иноченцо Джоки Дел Монте, осиновен племенник на папа Юлий III. Кардинал Спинело де Бенчи отслужва ритуала от името на папа Пий V. Кръстена е в Баптистерия на Свети Йоан, който е украсен за случая от Джорджо Вазари и Бенвенуто Челини. Кръщението е последвано от ловни излети и празненства.
През 1574 г. бащата на принцесата наследява дядо ѝ, ставайки велик херцог на Тоскана под името Франческо I. През 1578 г., когато е на 11 години, майка ѝ умира. Бракът на родителите на Елеонора е династичен и нещастен. От осемте деца в него оцеляват само четири; останалите умират в ранна детска възраст. Малко след смъртта на съпругата си Франческо I се жени повторно за дългогодишната си любовница Бианка Капело.
Според Марчело Донати, придворен лекар на херцога на Мантуа и Монферат, Елеонора е висока и с привлекателен външен вид въпреки подчертаните брадичка и долна устна – черти, характерни за представителите на Хабсбургите. Съвременниците отбелязват нейната грация и остър ум.
Още в ранна възраст започват да търсят достойна партия за нея. През 1579 г. Великият херцог изпраща своя държавен секретар Белизарий Винта в двора в Мантуа с предложение за брак на принцесата с престолонаследника Винченцо, който е неин първи братовчед по майчина линия. Предложението обаче е отхвърлено поради враждебното отношение на Елеонора Австрийска, съпруга на херцога на Мантуа и Монферат, към Елеонора. А през 1581 г. самият Велик херцог отхвърля предложението за брак на принцесата с престолонаследника на Лотарингия, тъй като иска да поддържа съюзнически отношения с Испанското кралство.

### Брак
През октомври 1582 г. брачните преговори между дворовете в Мантуа и във Флоренция са възобновени. Този път те са инициирани от Гулиелмо I, херцог на Мантуа и Монферат. Причината за това е неуспешен брак между престолонаследника принц Винченцо и принцеса Маргарита Пармска. Представители на Дом Есте действат като посредници в преговорите. Като зестра за дъщеря си Франческо I се съгласява да даде 300 хил. скуди. Но тогава се намесва втората му жена Бианка Капело. Заради неуважителното отношение към нейната личност от родителите на младоженеца тя решава да ги унижи, като подложи Винченцо на т. нар. „тест“. Първият брак на престолонаследника е анулиран поради невъзможност да изпълни брачния си дълг поради проблеми със съпругата си. Едно от условията за съгласието на брака на Винченцо с Елеонора, по искане на Бианка Капело, е публичното потвърждение от престолонаследника на способността му да се жени.
На 6 януари 1584 г. страните подписват брачен договор, а през март същата година престолонаследникът преминава „теста“ във Венеция. Още на следващия месец Винченцо, начело на своята свита, пристига във Флоренция за булката си. От името на бъдещия тъст на Елеонора е връчен подарък диамант на стойност 10 хил. скуди. В града се провеждат тържества, след което Елеонора, заедно с годеника си, заминава за Мантуа. В деня след тържественото влизане в столицата на херцогството, на 29 април 1584 г., се състои брачната церемония на принцесата и престолонаследника. В памет на това събитие са изсечени монети в монетния двор на Херцогство Мантуа, по заповед на Гулиелмо I. Сватбените тържества са помрачени от трагедията от предишния ден, когато 22 души загиват под срутена трибуна на площада пред катедралата.
През юни младоженците правят пътуване до Република Венеция и Херцогство Ферара. По случай сватбата им поетът Торкуато Тасо пише няколко сонета, един от които посвещава на самата Елеонора. Елеонора ражда на престолонаследника шест деца – две дъщери и четирима сина.

### Херцогиня на Мантуа и Монферат
След смъртта на тъста на Елеонора на 14 август 1587 г. съпругът ѝ става херцог на Мантуа и Монферат, а тя – херцогиня. Със свекърва си, която е и нейна леля по майчина линия, Елеонора развива добри отношения. Тя избира изповедника на вдовстващата херцогиня за ментор на собствените си деца.

Въпреки многобройните изневери на съпруга си отношенията между Елеонора и Винченцо са спокойни. Когато поради екстравагантността на съпруга си херцогството започва да се сблъсква с финансова криза, херцогинята поема управлението на държавните финанси и коригира ситуацията. През 1595, 1597 и 1601 г., по време на участието на Винченцо I в армията на Свещената Римска империя във военни кампании в Унгария, Елеонора управлява херцогството от негово име. Заедно със съпруга си през април 1589 г. във Флоренция тя присъства на сватбата с Кристина Лотарингска на чичо си по бащина линия, великия херцог Фердинандо I де Медичи. И там, през юни 1599 г., вече сама, Елеонора присъства на сватбата на сестра си Мария. Тя използва присъствието си, за да преговаря със съпруга на сестра си, крал Анри IV, за защита от страна на Френското кралство на Херцогство Мантуа.

### Смърт
По време на карнавала в Мантуа през февруари 1611 г. 44-годишната херцогинята получава инсулт. Малко след това тя е доведена в Кавриана с надеждата, че местният климат ще бъде по-благоприятен за здравето ѝ. През целия Велик пост съпругът ѝ се моли всеки петък за изцелението ѝ по време на службите в църквата „Св. Андрей". За същата цел той прави щедри дарения на Църквата. Но в нощта на 8 срещу 9 септември 1611 г. Елеонора умира в Кавриана. Тя е погребана в криптата на църквата „Свети Андрей“ (Сант Андреа) в Мантуа месец след смъртта си, веднага след пристигането на херцога от Казале Монферато, където той е бил по време на смъртта на съпругата си.

## Брак и потомство
∞ 29 април 1584 за Винченцо I Гонзага (* 1562, † 1612) от род Гонзага, от 1587 г. херцог на Мантуа и херцог на Монферат, от когото има пет сина и две дъщери:
- Франческо IV Гонзага (* 7 май 1586, Мантуа; † 22 декември 1612, Мантуа), херцог на Мантуа и Монферат от 1612, ∞ 1608 за Маргарита Савойска (* 28 април 1589, Торино; 26 юни 1655, Миранда де Ебро), дъщеря на херцог Карл Емануил I Савойски и Каталина-Микаела Испанска, от която има 1 син и 2 дъщери;
- Фердинандо Гонзага (* 26 април 1587, Мантуа; † 29 октомври 1626, Мантуа), кардинал 1607, херцог на Мантуа и Монферат от 1612, ∞ 1) 1615, развод 1616 Камила Фаа ди Бруно, ∞ 2) 1617 Катерина де Медичи (* 2 май 1593, Флоренция; † 17 април 1629, Сиена), дъщеря на великия херцог на Тоскана Фердинандо I де Медичи, от която няма деца;
- Гулиелмо Доменико Гонзага (* 4 август 1589, † 13 май 1591), принц на Мантуа и Монферат
- Маргарита Гонзага (* 2 октомври 1591, Мантуа; † 7 февруари 1632, Нанси), чрез брак херцогиня на Лотарингия и Бар; ∞ 24 април 1606 за херцог Хайнрих II (* 8 ноември 1563, Нанси; † 31 юли 1624, Нанси);
- Винченцо II Гонзага (* 7 януари 1594, Мантуа; † 25 декември 1627, Мантуа), кардинал 1615, херцог на Мантуа и Монферат 1626, ∞ 1616 за Изабела Гондзага, дъщеря на Алфонсо I Гондзага, маркграф на Новелара, от която няма деца;
- Елеонора Гонзага (* 23 септември 1598, Мантуа; † 27 юни 1655, Виена), чрез женитба императрица на Свещената Римска империя (от 2 февруари 1622 до 15 февруари 1637), ерцхерцогиня на Австрия (1622 – 1637), кралица на Германия (1622 – 1637), Унгария (1622 – 1625) и Бохемия (1622 – 1627); ∞ 2 февруари 1622 за Фердинанд II (* 9 юли 1578, † 15 февруари 1637), император на Свещената Римска империя от 1619 до 1637 г. и крал на Унгария от 1618 до 1637 г., от когото няма деца.

- Винценцо Гонзага, съпруг
- Фердинандо Гонзага, син
- Винченцо Гонзага, син
- Елеонора Гонзага, дъщеря

## Меценатство
Херцогинята обича красотата. Обръща много внимание на музиката и литературата. Колекционира произведения на изкуството.
При нейното управление херцогският двор в Мантуа се превръща в един от центровете на зараждащата се барокова култура. Там живеят и творят композиторът Клаудио Монтеверди и поетът Торкуато Тасо. Тасо е представен на херцогинята през юли 1586 г. Той ѝ посвещава няколко свои творби. Елеонора осигурява на поета специално покровителство и го подкрепя финансово. Последното произведение, което той ѝ посвещава, е поемата „Генеалогия на Дом Гондзага“, написана от него през 1591 г. Друг поет, посветил стихотворение на Елеонора, е Джамбатиста Марино.

## Елеонора де Медичи в изкуството
Изкуствоведката Майке Фогт-Люерсен свързва няколко портрета с Елеонора де Медичи, показващи я на различни възрасти. Най-ранното изображение на херцогинята е нейният портрет от 1578 г. от Алесандро Алори, на който тя е нарисувана със сестра си Анна; сега изгубен. Сред добре познатите образи на Елеонора са портретът ѝ от Франс Пурбус Младши в колекцията на Палатинската галерия в двореца Пити във Флоренция и картината „Семейството на Винченцо Гондзага“ от същия художник, на който херцогинята е изобразена с децата им, в експозицията на Музея на Херцогския дворец в Мантуа. На картината от колекцията на същия музей „Семейство Гондзага се покланя на Троицата“ от Петер Паул Рубенс, рисувана през 1604 – 1605 г., Елеонора е изобразена със съпруга, свекъра и свекърва си.